# Roubine de Tiran
 (avril 2014).
Si vous disposez d'ouvrages ou d'articles de référence ou si vous connaissez des sites web de qualité traitant du thème abordé ici, merci de compléter l'article en donnant les références utiles à sa vérifiabilité et en les liant à la section « Notes et références ».
 (avril 2014).
La roubine de Tiran est une rivière française, sous-affluent du Rhône, qui coule dans le département des Bouches-du-Rhône et la région Provence-Alpes-Côte d'Azur.

## Géographie

### Cours
Le cours de cette rivière, long de 9,6 km, est entièrement dans le département des Bouches-du-Rhône. Il traverse les communes de Mollégès, de Saint-Rémy-de-Provence et d'Eygalières où il prend sa source. Ses eaux rejoignent celle de l'Anguillon dans cette commune, puis dans le Rhône, via la Durance.

### Affluents
Le gaudre de Romanin est l'affluent de la Roubine de Tiran.

## Départements et communes traversées
Cette rivière traverse uniquement les Bouches-du-Rhône, dans les communes de Mollégès, Eygalières et Saint-Rémy-de-Provence.